# Курбанова Махмузар Юсіф кизи
Махмузар Юсиф кизи Курбанова (азерб. Mahmuzər Yusif qızı Qurbanova; нар. 1937, Апшеронський район) — радянський азербайджанський тваринник, Герой Соціалістичної Праці (1982).

## Біографія
Народилася в 1937 році в сім'ї селянина в Апшеронському районі.
Розпочала трудову діяльність 1958 року робітницею Апшеронського свинарського радгоспу. З 1961 року доярка Говсанського молочно-овочевого радгоспу. Махмузар Курбанова першою в республіці прийняла виклик естонської доярки Лейди Пейпс, що полягав у збільшенні надоїв до 1000 центнерів. У господарстві Курбанової містилося в хороших умовах 25 корів, їх догляд та харчування були якісно сплановані. У 1981 році Махмузар Курбанова надоїла від кожної корови 6202 кілограми молока, замість планових 4400, і продала державі 1550 центнерів молока, замість планових 1100. Того ж року в Апшеронському районі встановлено рекорди по тваринницькій продукції, в числі яких 18 тисяч літрів молока, в цьому результаті важливу роль відіграла й праця передової доярки. Курбанова проявила себе як досвідчена наставниця молоді, «школу Махмузар» пройшли доярки Шовкет Джалілова, Ненегюль Алієва, Джаган Гасанова, Алманіса Мірзоєва, які отримували надої від 5000 кілограм.
Указом Президії Верховної Ради СРСР від 10 березня 1982 року за досягнення високих результатів і трудовий героїзм, проявлений у виконанні планів і соціалістичних зобов'язань по збільшенню виробництва і продажу державі бавовни, винограду, овочів та інших сільськогосподарських продуктів в 1981 році, Курбановій Махмузар Юсиф кизи присвоєно звання Героя Соціалістичної Праці з врученням ордена Леніна і золотої медалі «Серп і Молот».
Заслужений тваринник Азербайджанської РСР. Кавалер чотирьох орденів Леніна (1971, 1973, 1976 і 1982). Нагороджена почесним дипломом ВДНГ.
Брала активну участь у суспільно-політичному житті країни. Депутат Верховної Ради Азербайджанської РСР дев'ятого і десятого скликань, у Верховній Раді 9-го скликання обрана від Джейранбатанського виборчого округу № 168. Член КПРС з 1968 року. Член ревізійної комісії КП республіки.